# Red Costarricense de Software Libre
La Red Costarricense de Software Libre es un colectivo sin fines de lucro, que desde su creación en el año 2007 en San José, Costa Rica, promueve el uso, estudio, investigación y desarrollo de Software Libre. La red no tiene representación legal y constituye un espacio de encuentro y trabajo conjunto para diversos grupos de Software Libre, que están convencidos de que la libertad informática es una manera de ampliar el acceso y la difusión del conocimiento. La RCSL provee un espacio de articulación entre estas comunidades y facilita la organización conjunta de actividades. La RCSL se encuentra articulada con la Comunidad Software Libre Centroamérica (SLCA) y participa activamente en los  Encuentros Centroamericanos de Software Libre. En la actualidad, la RCSL cuenta con un equipo de coordinación y el equipo de colaboradores. Dentro de las listas de correos de la RCSL se mantiene una lista de soporte a usuarios y una de discusión denominada "café".
Los objetivos que orientan el trabajo:
- Apoyar a los grupos que trabajan con Software Libre en Costa Rica.
- Promover y difundir el uso, estudio, investigación y desarrollo de Software Libre.
- Facilitar el intercambio de conocimiento relacionado con Software Libre entre los usuarios del país.

## Comunidades
La Red Costarricense de Software Libre está conformada por diversas comunidades de Software Libre del país, incluyendo grupos de usuarios, por distribución y grupos universitarios:
- Comunidad Linux Costa Rica, link.
- Comunidad de Software Libre de la Universidad de Costa Rica (CSLUCR), link.
- Comunidad de Software Libre del Instituto Tecnológico de Costa Rica (CSL-TEC), link Archivado el 10 de febrero de 2015 en Wayback Machine..
- Debian Costa Rica, link.
- GNU/Linux ULatina.
- Grupo de Usuarios de Linux de Costa Rica, GULCR, ya desaparecida.
- Sibu (distribución para la región Caribe).
- UNA-Alternativa (Universidad Nacional), link.
- Ubuntu-cr (Ubuntu LoCo Team), link Archivado el 7 de junio de 2010 en Wayback Machine..

## Historia

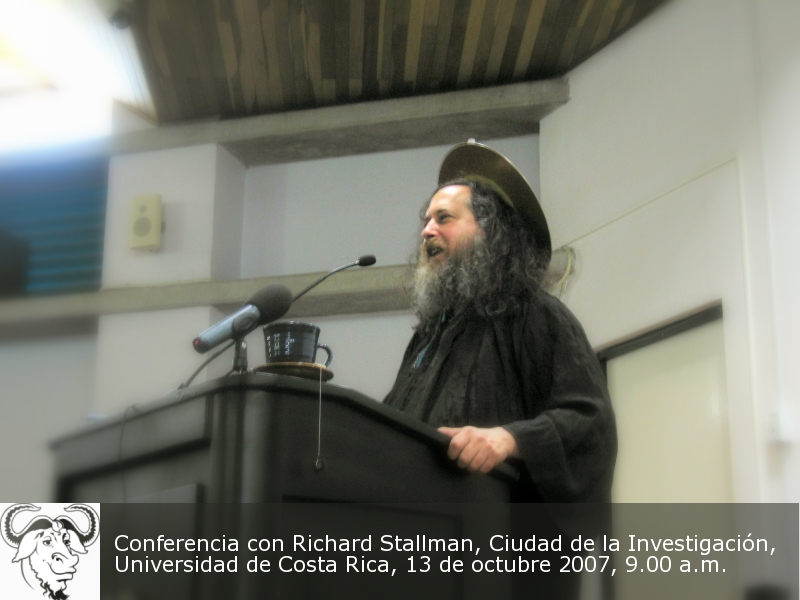
Richard Stallman en la UCR.

En el año 2007, un grupo de estudiantes del ITCR organizan en dicha universidad la primera edición del Festival Latinoamericano de Instalación de Software Libre en Costa Rica. Varios grupos, entre ellos GULCR (Grupo de Usuarios de Linux de Costa Rica) acuden a la actividad, con lo cual muchos activistas se logran conocer entre sí. A partir de esta actividad y en los meses siguientes, se identifica la necesidad de difundir no sólo las ventajas técnicas del Software Libre sino la filosofía. En esa orientación, algunas personas que recientemente se acercaban al tema y pertenecían a disciplinas distintas a la computación, así como diversos activistas de comunidades del país -entre ellos estudiantes de las principales Universidades Estatales (UCR, ITCR y UNA)- retoman la necesidad de formar una espacio de articulación entre las diferentes comunidades de Software Libre y es así como nace la idea de crear no un grupo nuevo, sino una "agrupación de agrupaciones". Un lugar de encuentro de los diferentes grupos donde se pudiera organizar actividades y ayudarse entre sí. Era necesario una agrupación que les permitiera a las comunidades mantener y recibir apoyo en su rango de acción específico (distribución, región geográfica, universidad, etc) y colaborar en actividades más generales e incluso a nivel nacional. Es así como surge la Red Costarricense de Software Libre.
La primera actividad organizada por este colectivo fue el Día de la Libertad de Software, realizado en la UNIBE en septiembre de 2007. Unas semanas después, Richard Stallman, en su visita a Costa Rica para el CLEI 2007 (Conferencia Latinoamericana de Informática), ofrece - a solicitud de la RCSL- una charla orientada a las comunidades de Software Libre del país. Dicha conferencia se realizó en la Ciudad de la Investigación de la Universidad de Costa Rica.

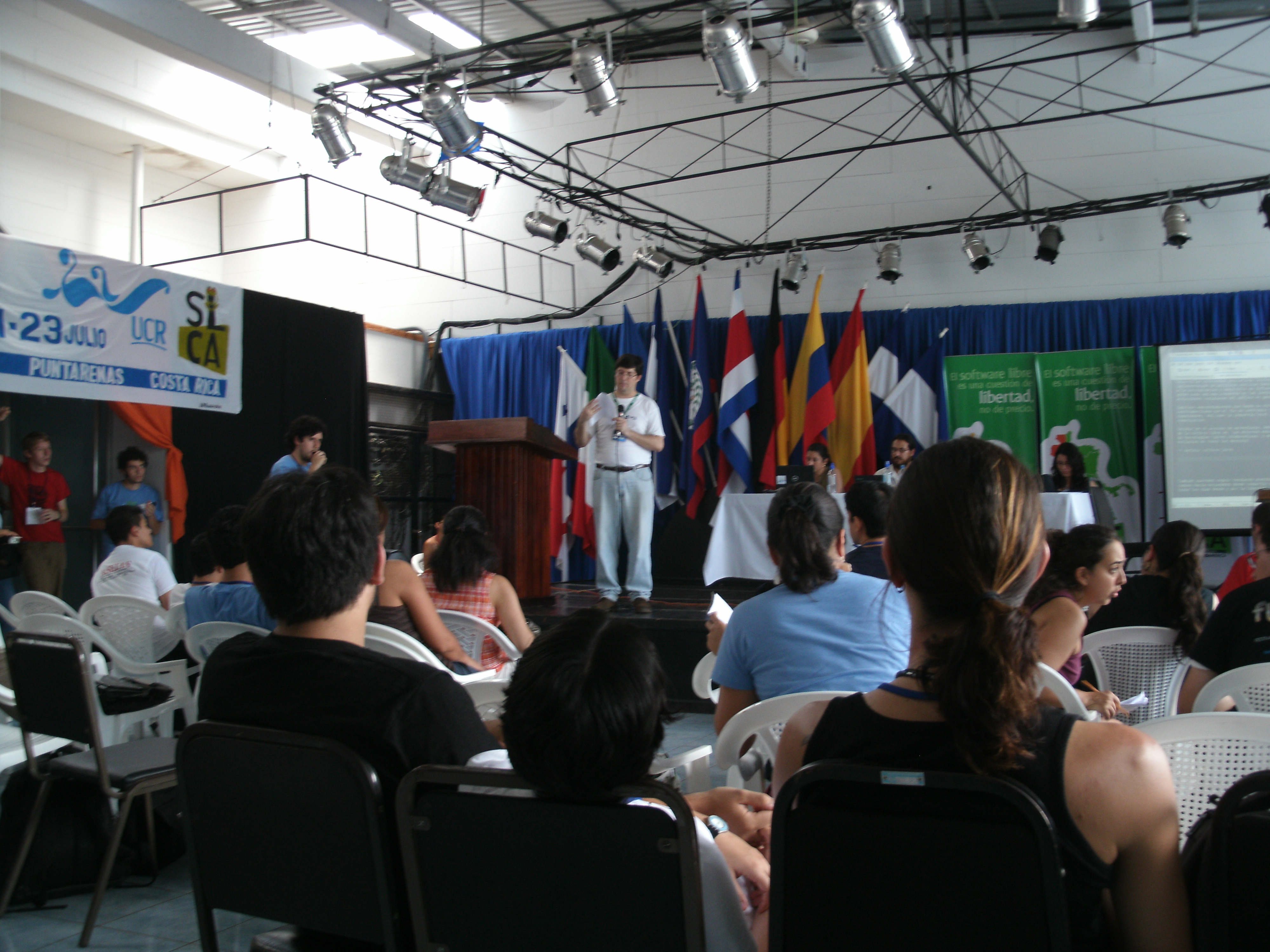
Plenario 2.º Encuentro Centroamericano de Software Libre.

En los siguientes meses se suman comunidades de Software Libre a la iniciativa y se siguen organizando actividades. En 2008, se invita a la RCSL a comparecer a la Asamblea Legislativa en relación con el Proyecto de Ley 16912 sobre Software Libre[cita requerida], a pesar de no existir jurídicamente hablando. En 2009 la CSL-TEC participa en el congreso COMPDES 2009, la Comunidad de Software Libre de la UCR inicia el proceso de migración a Ofimática Libre[cita requerida] y en junio de ese año se participa en el 1.er Encuentro Centroamericano de Software Libre en Estelí, Nicaragua, como parte de la recientemente formada Software Libre Centroamérica, una entidad supranacional con representación de todos los países de la región (Panamá, Costa Rica, Nicaragua, Honduras, El Salvador, Belice y Guatemala). En septiembre de ese año la RCSL participa en el congreso COSECOL en República Dominicana. En 2010, la RCSL participa en el  MiniDebConf Panamá.
Ese mismo año Costa Rica es sede el 2.º Encuentro Centroamericano de Software Libre, el cual fue organizado principalmente por la Comunidad de Software Libre de la Universidad de Costa Rica con el apoyo de colaboradores de la RCSL y la Comunidad Software Libre Centroamérica. En dicho encuentro, participan más de 130 personas, entre ellos empresarios, abogados, educadores, filósofos, ingenieros, estudiantes, activistas y líderes de comunidades de Centroamérica pero también de Alemania, España, Argentina y Venezuela. Durante este encuentro se emite la Declaración de Puntarenas en la que se insta a los gobiernos, instituciones educativas y al sector privado a que promuevan iniciativas locales y regionales para la incorporación y desarrollo de software libre.

## Actividades
Los colaboradores de la RCSL apoyan en la coordinación de distintas actividades nacionales y regionales:
- Día de la Libertad de Software, organizado desde 2007.[7][8]
- Festival Latinoamericano de Instalación de Software Libre, organizado desde 2007.[9]
- Encuentro Centroamericano de Software Libre, participante 2009 y parte del comité organizador 2010.
- Mini Debian Conference Centroamérica: Panamá 2010.[10]

Además, se organizan actividades locales:
- Encuentros de usuarios.
- Festivales de traducción.
- Charlas y conferencias.
- Demostraciones de tecnología.

## Proyectos
La RCSL es un espacio abierto para la propuesta y se encuentra muy activa en la realización de proyectos. Entre los que se destaca la realización de un Freedom Toaster para las comunidades y la conformación de Hacklab llamado JáquerEspeis.
La RCSL constituye un beneficiario indirecto del Proyecto Fortalecimiento de las capacidades TIC en PyMEs y Gobiernos Locales mediante el uso de software libre. Iniciativa conjunta de la Universidad Nacional de Costa Rica, el Programa de las Naciones Unidas para el Desarrollo y el Ministerio de Economía, Industria y Comercio, el cual concibe el fortalecimiento de las comunidades de software libre como un punto importante para la implementación de este tipo de software en las  PyMEs y los Gobiernos Locales.

## Organización
La RCSL es un espacio abierto de colaboración, cuenta con listas electrónicas de ayuda a problemas informáticos con Software Libre (ayuda), un espacio de organización de actividades (colaboradores), un espacio de debate a temas de Software Libre (café) y un espacio para empresas relacionadas al sector de Software Libre (empresas). Un equipo de coordinación, compuesto por distintos líderes de las comunidades que la integran, que administra y gestiona los recursos de la RCSL y orienta el funcionamiento del grupo.